# Ozero Vysjedskoje
Ozero Vysjedskoje (ryska: Озеро Вышедское) är en sjö i Belarus.   Den ligger i voblasten Vitsebsks voblast, i den norra delen av landet, 250 km nordost om huvudstaden Minsk. Ozero Vysjedskoje ligger 178 meter över havet. Arean är 0,31 kvadratkilometer. Den sträcker sig 1,5 kilometer i nord-sydlig riktning, och 0,7 kilometer i öst-västlig riktning.
I omgivningarna runt Ozero Vysjedskoje växer i huvudsak blandskog. Runt Ozero Vysjedskoje är det glesbefolkat, med 10 invånare per kvadratkilometer.